# Stora Gupptjärnen
Stora Gupptjärnen är en sjö i Årjängs kommun i Värmland och ingår i Göta älvs huvudavrinningsområde. Sjön är 12,2 meter djup, har en yta på 0,047 kvadratkilometer och befinner sig 231 meter över havet.